# Singer Jim McKee
Singer Jim McKee è un film muto del 1924 diretto da Clifford Smith, interpretato e sceneggiato da William S. Hart.

## Distribuzione
Il film è stato distribuito negli USA il 3 novembre 1924 dalla Paramount Pictures.